# BMW M535i
La BMW M535i (E12) est une automobile de la marque allemande BMW, produite de 1980 à 1981.